# Predrag Cvitanović
Predrag Cvitanović [prédrag cvitánović], hrvaški fizik, * 1. april 1946.

## Življenje in delo
Cvitanović je trenutno profesor fizike na Tehnološkem inštitutu Georgie v Atlanti. Najbolj je znan po svojem delu iz nelinearne dinamike, še posebej pa po svojih doprinosih k periodični teoriji orbit. Verjetno je najbolj znana njegova vpeljava širjenja ciklov z uporabo periodične teorije orbit, aproksimativne kaotične dinamike na osnovi nadziranih motenj. Ta postopek se je izkazal za zelo uporabnega pri spoznavanju in določevanju kaotične dinamike v problemih od atomske fizike do nevropsihologije.
Doktoriral je leta 1973 na Univerzi Cornell v Ithaci. Preden je postal član fizikalnega oddelka Georgia Techa, je bil predstojnik Središča za kaos in turbulentnih znanosti ter raziskovalni profesor Carlsbergove ustanove na Inštitutu Nielsa Bohra v Københavnu.
Izšla je odmevna knjiga Kaos: klasični in kvantni (Chaos: Classical and Quatum), katere avtorji so Cvitanović, Roberto Artuso, Per Dahlqvist, Ronnie Mainieri, Gregor Tanner, Gabor Vattay, Niall Whelan in Andreas Wirzba.
Cvitanović je dopisni član Hrvaške akademije znanosti in umetnosti.